# Buhl A-1 Autogyro
Le Buhl A-1 Autogyro était un autogire américain, conçu à partir de 1930 par Étienne Dormoy et optimisé pour les prises de vues aériennes. Il fut le premier autogire à hélice propulsive au monde (configuration dite « pusher », en anglais).

## Conception et Développement
La société Buhl Aircraft Company n'est pas beaucoup reconnue dans l'histoire de l'aviation, mais l'avion qu'elle a conçu a inévitablement marqué l'histoire de l'aéronautique, en particulier la conception des autogires. Si les premiers avions produits par la société étaient des Pitcairn (en) fabriqués sous licence, l'A-1 fut une conception interne à l'entreprise et dut la réussite de sa conception à trois personnes : Étienne Dormoy, ingénieur en chef de Buhl, James Johnson, pilote, et un autre concepteur aéronautique, Alfred Verille. Ce dernier était un pionnier responsable de nombreuses innovations en matière de construction aéronautique, parmi lesquelles les fuselages à structure en acier soudé et les trains d'atterrissages rétractables.
Né en 1890, Verille commença à travailler en 1914 à la Curtiss Aeroplane and Motor Company. À la fin de la Première Guerre mondiale, il avait déjà travaillé pour de nombreux constructeurs aéronautiques, tels la Thomas-Morse Company ou la Fisher Body Corporation. À partir de 1918, il travailla pour la division d'ingénierie de l'US Army Air Service (USAAS), à McCook Field, dans l'Ohio, jusqu'en 1925, date à laquelle il co-fonda la Buhl-Verville Aircraft Company, avec laquelle il restera jusqu'en 1927 avant de partir fonder sa propre société, la Verville Aircraft Company.
L'autre personnage important de la société Buhl-Verville était évidemment Lawrence D. Buhl. Il fonda sa première compagnie aéronautique en 1925, sous le nom de Buhl Aircraft Division, Buhl Stamping Company à Detroit, dans le Michigan. La compagnie changea plusieurs fois de nom et d'emplacement jusqu'à devenir la Buhl Aircraft Company, implantée à St. Clair, également dans le Michigan, de laquelle naîtra l'Autogyro.
Buhl avait eu pas mal de succès dans la vente d'avions « bullpup » (à hélice propulsive) et avait un passé sportif assez rempli, mais il décida en 1931 de se lancer dans l'aventure des autogires. La compagnie mit au point l'A-1 en 1931, avec un premier vol effectué le 15 décembre de la même année. Le vol fut effectué par le pilote de la compagnie, James W. Johnson, et fut le premier vol de cette nouvelle plateforme de prises de vues aériennes. Le dessin de l'appareil, créé par Étienne Dormoy, devait permettre de disposer de la meilleure plateforme photographique pour un emploi à la fois civil et militaire. L'appareil était propulsé par un moteur à 7 cylindres en étoile Continental A-70 de 165 ch (123 kW). Dormay choisit de placer le moteur à l'arrière de la cellule pour libérer un maximum de place et obtenir le meilleur champ de vision possible vers l'avant, et mit alors au point le premier autogire à hélice propulsive au monde. Cette caractéristique de conception fut ensuite reprise de nombreuses fois après la Seconde Guerre mondiale et est toujours actuellement la plus utilisée dans les autogires modernes.
L'A-1 fut présenté à de nombreuses reprises à travers les États-Unis et Buhl parvint à obtenir une licence pour produire une version commerciale de l'appareil, mais l'ère de la Grande Dépression était déjà entamée. En 1933, la compagnie Buhl fut forcée de fermer ses activités commerciales et Lawrence Buhl ne put jamais reconstruire de société aéronautique. Seul un exemplaire de l'A-1 fut construit,.